# Amiga CD32
Az Amiga CD32 (stilizálva CD32) egy otthoni videójáték-konzol, amit a Commodore gyártott.  Ez volt az első nemzetközileg is forgalmazott 32 bites, CD-ROM alapú videójáték-konzol.
Az Amiga CD32 (röviden CD32) az ún. ötödik generációs konzolok közé tartozik, a Commodore International adta ki Nyugat Európában és Kanadában 1993-ban. Először a londoni székhelyű Science Museumban mutatták be 1993. július 16-án, és piacra ugyanazon év szeptemberében került.
A CD32 architektúrája a Commodore Advanced Graphics Architecture (röviden AGA) chipkészletén alapul, specifikációja hasonló az Amiga 1200 személyi számítógépéhez. Bizonyos külső gyártóktól származó eszközökkel lehetőség nyílt a CD32-höz olyan perifériák csatlakoztatására, mint például billentyűzet, floppy meghajtó, merevlemez, egér, ilyen módon a konzol átalakíthatóvá vált Amiga személyi számítógéppé. A CD32-höz elérhető volt továbbá egy hardveres MPEG dekóder modul, amely alkalmassá tette a konzolt Video CD-k lejátszására is.
Az Egyesült Királyságban az 1993-as és 1994-es években a CD32 birtokolta a CD-ROM piac több, mint 50%-át, túlszárnyalva olyan versenytársakat, mint például a Sega MegaCD, Philips CD-i, sőt, még a PC-t is.
A CD32 Kanadában jelent meg, és az Amerikai Egyesült Államokban is piacra akarták dobni, viszont egy törvénytelenül meg nem fizetett szabadalmi jogdíj miatt az egyik amerikai szövetségi bíróság megtiltotta a Commodore-nak, hogy termékeit az USA-ba szállítsa. A Commodore a Fülöp Szigeteken lévő gyárában egy raktárat épített fel a CD32 Egyesült Államokbéli premierjére, de mivel, hogy lehetetlenné vált ezen konzolok eladása, ez a készlet a Fülöp Szigeteken maradt mindaddig, amíg az ottani gyártóterület tulajdonosa felé a Commodore a tartozásait ki nem fizette. A Commodore ezt követően nem sokkal csődöt jelentett, így a CD32 hivatalosan soha nem került boltokba az USA-ban. Ennek ellenére egy bizonyos számú, a Kanadai határon átjutott készülék megvásárolható volt az Egyesült Államokban is, leginkább csomagküldő értékesítést is végző kereskedéseknél. A hosszadalmas csődeljárási folyamat alatt a Commodore UK is ellátta az amerikai piacot különféle hardver komponensekkel és szoftverekkel. Ezek közé tartozott például az MPEG Video modul, amely egyébként a Commodore International által hivatalosan soha nem jelent meg.
Megjelenésekor a CD32-t, mint a világ első 32 bites, CD alapú konzolját hirdették. Habár Európában és Amerikában valóban ez volt az első ilyen konzol, viszont a Fujitsu FM Towns Marty elnevezésű játékgépe, amely kizárólag Japánban volt elérhető (a CD32 megjelenésekor már két éve), már rendelkezett ezen tulajdonságokkal.
A Commodore végül is nem volt képes világszinten jelentős példányszám értékesítésére. Ez egyrészt az alkatrészellátás problémáira, de leginkább a konzol szoftverellátottságára vezethető vissza. Zömében korábbi, Amiga 500/1200 játékok átiratai jelentek meg rá, elenyésző volt azon játékok száma, amelyek kihasználták a hardver és a CD tárolókapacitása adta lehetőségeket. A CD32 Európában, főleg Nagy Britanniában viszonylag sikeres volt, de ez nem bizonyult elegendőnek a súlyos anyagi gondokkal küzdő Commodore megmentéséhez. Az 1993-as év végi ünnepi szezonban a Commodore-nak nem sikerült elég darabszámot eladnia a készülékből, ezzel az utolsó lehetősége is elszállt annak, hogy a cég anyagilag valamennyire stabilizálódni tudjon.
A cég 1994 áprilisi csődje után a CD32 gyártása - mindössze pár hónappal a megjelenést követően - befejeződött.

## Műszaki specifikáció

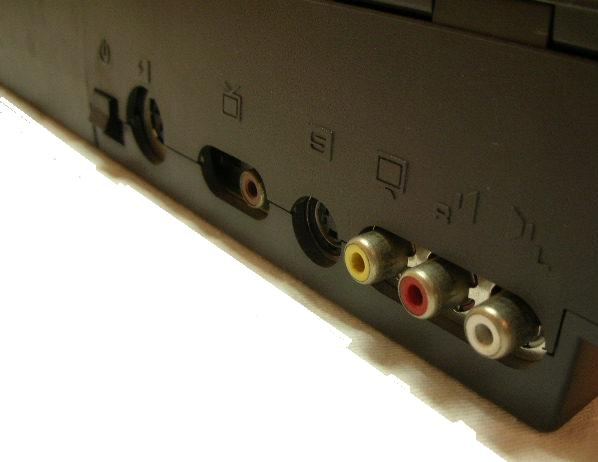
Csatlakozóaljzatok a CD32 hátulján

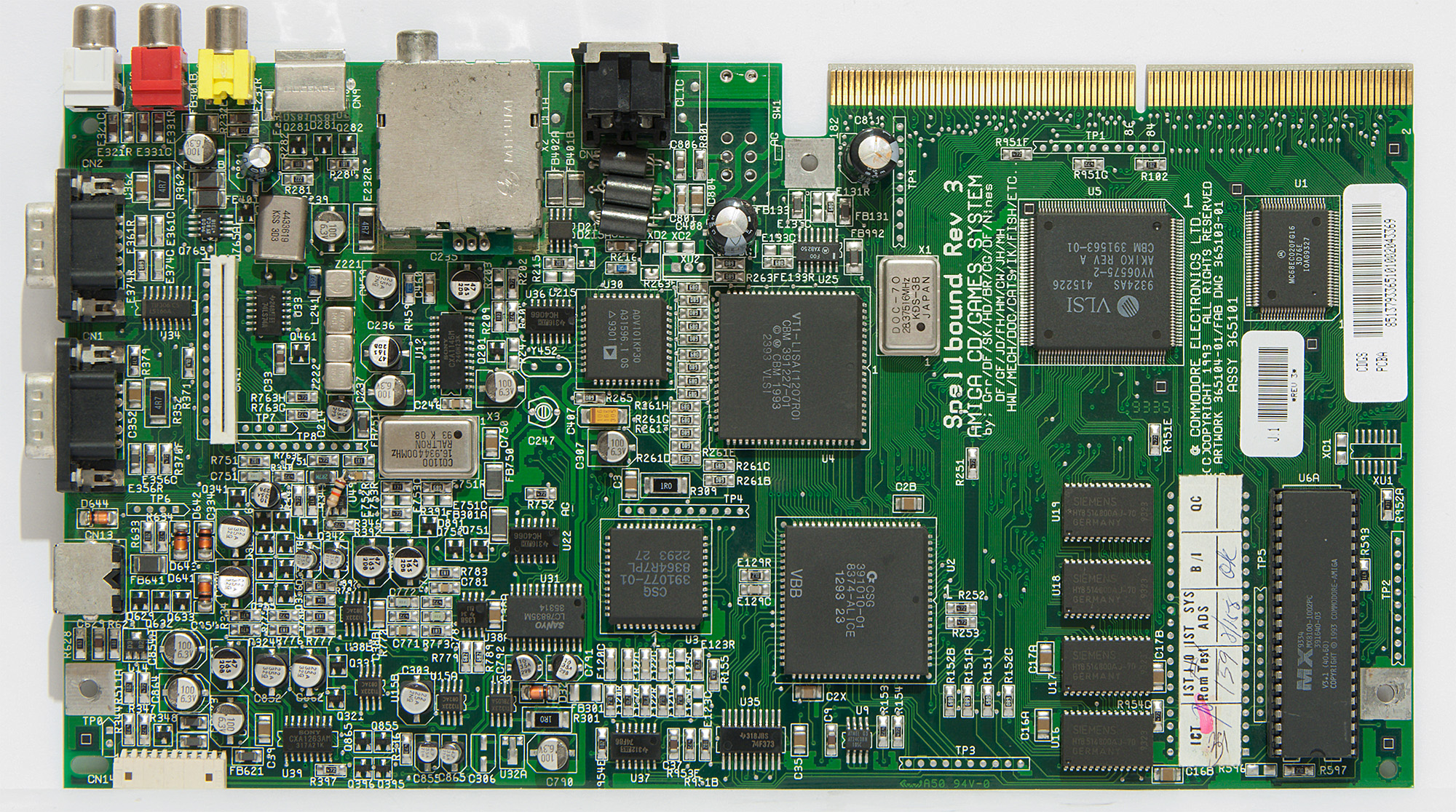
Az Amiga CD32 alaplapja

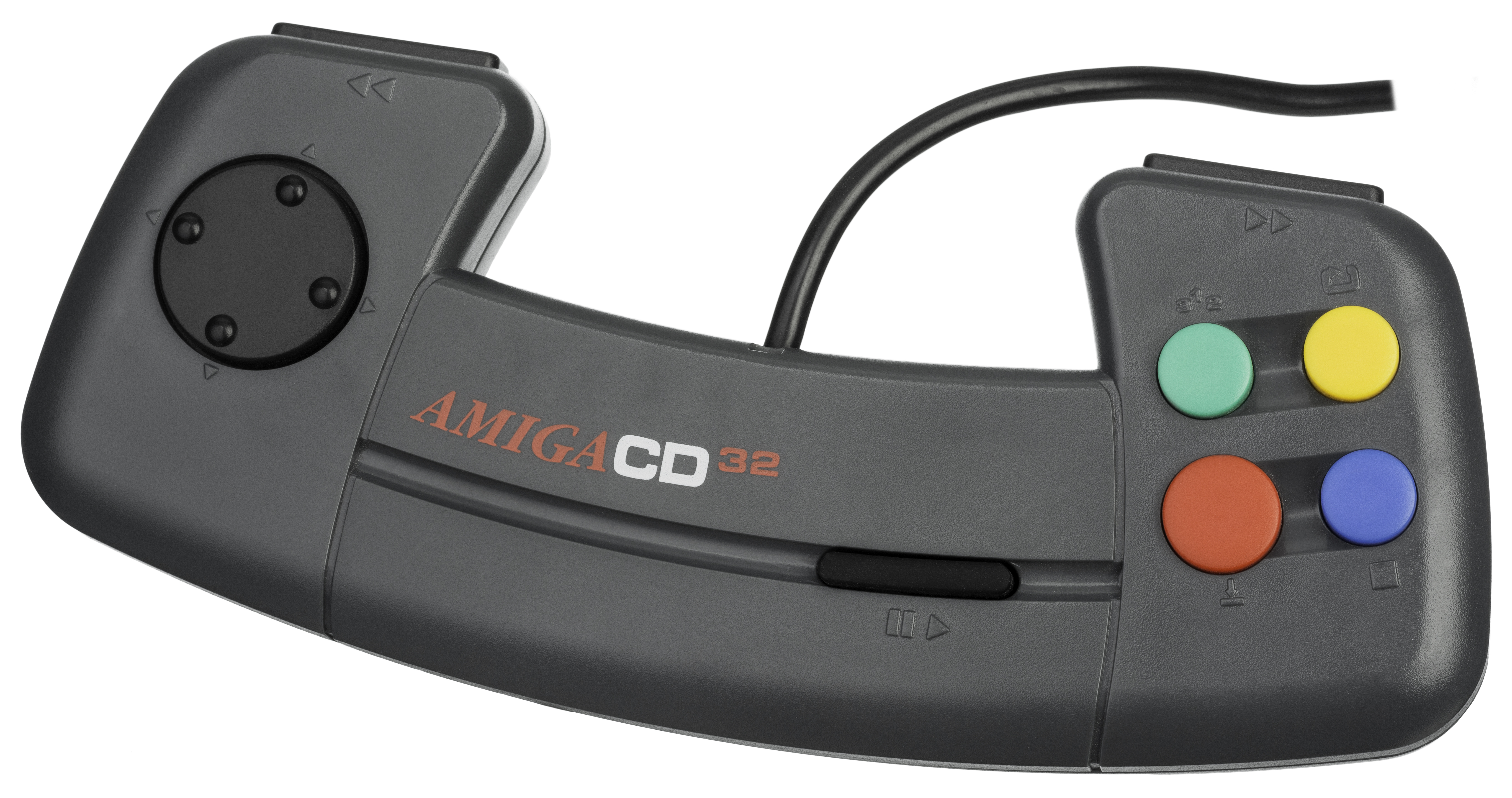
Az Amiga CD32 kontrollere

- CPU: Motorola 68EC020, órajel: 14.3 MHz
- Memória:
  - 2 MB Amiga Chip RAM
  - 1 MB Kickstart ROM amely a CD32 gyárilag beégetett alapszoftverét (Firmware) tartalmazza
  - 1 KB FlashROM, amely a játékállások mentésére szolgál
- Chipkészlet: AGA (Advanced Graphics Architecture)
  - Video:
    - 24 bites színpaletta (16.7 millió szín)
    - 256 egyidejűleg megjeleníthető szín indexelt módban
    - 262144 egyidejűleg megjeleníthető szín HAM8 módban
    - Maximális felbontás: 1280×512i, overscan módban ennél nagyobb

  - Hang (Paula chip):
    - 4 szólam / 2 hangcsatorna (Sztereo)
    - 8 bites D/A átalakítók / 6 bites hangerő és CD-audio

  - Akiko chip: CD-ROM vezérlő, amely képes Chunky to Planar konverzió elvégzésére is (a "Chunky" és "Planar" elnevezések két különböző képszervezési eljárást jelölnek). Az Amiga 1200-ban az Akiko chip nem található meg.
- Kétszeres sebességű (300 kB/s) CD-ROM meghajtó (MKE által szabadalmaztatott vezérlő)
- Input/Output csatlakozók:
  - S-Video kimenet (4 tűs mini-DIN)
  - Kompozit videó kimenet (RCA)
  - RF audió/videó (antennajel) kimenet
  - Audió kimenet (2 db RCA és 3.5 mm sztereo jack)
  - Billentyűzet (6 tűs mini-DIN)
  - 2 db Mouse/Joypad port (DE9)
  - RS-232 soros AUX port (6 tűs mini-DIN)
- Expansion Slot: 182 tűs bővítőeszköz csatoló MPEG video modul, vagy olyan, külső gyártóktól származó bővítőeszközök csatlakoztatására, mint például az SX-1 vagy az SX32 (különféle perifériák csatlakozását lehetővé tévő interfész eszközök)
- Operációs rendszer: AmigaOS 3.1 és CD32 alapszoftver (Firmware)

## Tartozékok és más gyártók által készített eszközök
A CD32 a következő eszközök használatával kibővíthető: ProModule, Paravision SX-1 és DCE SX-32.
Ezek az eszközök kiterjesztik a CD32 képességeit, lehetővé téve olyan hardver eszközök használatát, mint például 3,5" külső floppy meghajtó, merevlemez, Fast RAM bővítés (max. 64 MB), vagy IBM PC billentyűzet.
A CD32 ezen eszközök használatával átalakítható valódi Amiga 1200 számítógéppé, viszont sajnálatos módon már nem gyártják őket, ráadásul használtan is rendkívül nehezen és költségesen hozzáférhetőek.
Az SX-1 tervezése nagy valószínűséggel a Commodore valamelyik formaterve, és nem a ténylegesen legyártott készülék alapján történt, ebből kifolyólag ez a modul nem illeszkedett pontosan a CD32-höz. Ennek elkerülésére a felhasználónak kellett az SX-1-en egy belső módosítást elvégeznie, viszont rendszerint még ekkor is lazán illeszkedett, és könnyen berezonált, amennyiben a konzolt nem kellő óvatossággal kezelték.
A továbbfejlesztett SX-32 bővítőmodul esetében -amely opcionálisan egy 25 MHz órajelű Motorola 68030 processzort is tartalmazott - a gyártónak sikerült ezt a problémát kiküszöbölnie.
A CD32fWSI floppylemez meghajtó közvetlenül a konzol bővítőportjára illeszthető. Ez az eszköz valós idejű órát és nyomtatóportot is tartalmaz. Eredetileg a brit Wall Street Institute nyelviskola számára készült 1995-ben, melynek segítségével a diákok egy speciális nyelvoktató CD-ROM-ról tanulhattak és saját munkájukat floppy lemezre menthették. Használata során viszont problémát jelent, hogy csatlakoztatását követően a CD32 különleges irányítója csak normál 2 gombos joypad-ként működik.
A CD32 saját speciális, 7 gombos irányítójából utángyártott változat is készült: a Competition Pro CD32. Saját irányítóján túl a CD32 kezelni tudja a hagyományos, 1 és 2 gombos Amiga botkormányokat, és gamepadeket, valamint Sega Mega Drive irányítókat is.
A CD32-höz gyártott CD-ROM lemezek megfelelnek az ISO 9660: level 2, mode 1 szabványnak, viszont a Rock Ridge és Joliet kiterjesztésű lemezek nem kompatibilisek a konzollal. A CD32 képes a hagyományos audió CD-k lejátszására.

## Szoftverek
A konzol bekapcsolását követően - amennyiben CD-t nem helyeztünk be - a CD32 bejelentkező képernyőjét láthatjuk hullámzó színekkel, miközben egy dallam játszódik le.
Itt a következő lehetőségeink vannak:
- A kék gomb lenyomásával juthatunk el a nyelvválasztó menübe, ahol angol, spanyol, francia, olasz, holland, norvég, portugál, finn, svéd, koreai, kínai és japán nyelvek közül lehet választani.

- A piros gomb lenyomásával érhetjük el azt a menüt, ahol a belső FlashROM tartalmát tekinthetjük meg, ezek leginkább játékállás mentések. A többi konzollal ellentétben itt nincs lehetőség az egyes tételek törlésére, e helyett a rendszer játék közben automatikusan felülírja a legkorábbi bejegyzéseket, amennyiben a memória betelne. Lehetőség van viszont az egyes tételek zárolására, amellyel megelőzhetjük azok felülírását.

Mint minden újabb Amiga modell, a CD32 is rendelkezik egy rejtett boot menüvel. Ez oly módon érhető el, hogy a készülékhez csatlakoztatott egér mindkét gombját lenyomva tartjuk, miközben a gépet bekapcsoljuk. A legtöbb itt megtalálható opciónak nem lehet hasznát venni a CD32-n, de itt van lehetőségünk annak beállítására, hogy a konzol PAL vagy NTSC video üzemmódban induljon el. Ez néhány játék esetében fontos lehet, melyek nem hajlandóak elindulni abban az esetben, ha nem a számukra megfelelő üzemmódban működik a rendszer. Itt kell megjegyezni, hogy a legtöbb játék esetében a kiadók nem közölték, hogy melyik video üzemmódra történt a fejlesztés. Továbbá az üzemmódok elnevezésétől függetlenül a konzol PAL video jelet bocsát ki, csak PAL beállítás esetében 50 Hz-eset, NTSC esetében pedig 60 Hz-eset. Ez azt eredményezi, hogy gyakran fekete-fehér kép jelenik meg, ha a konzolt NTSC televízióhoz csatlakoztatják.
A piacra kerüléskor a CD32-vel a következő két játékot szállították:
- Diggers, a Millennium Interactive akkori új játéka
- Oscar, a Flair játéka

A konzol egy későbbi kiadásához a Dangerous Streets című, egy az egy elleni verekedős játékot csomagolták, de a Commodore ezen lépése gyakorlatilag teljes mértékben nevetség tárgyát képezte. A játék a legtöbb magazintól rendkívül rossz minősítést kapott, például az Amiga Power mindössze 3%-ra értékelte. Meglepő és csalódást keltő volt, hogy az erőteljes és stabil piaci pozícióval rendelkező versenytársakkal szemben a Commodore egy ilyen gyenge játékkal kívánja a konzol képességeit demonstrálni.
Nagy probléma volt a kifejezetten erre a gépre fejlesztett, korszerű játékok hiánya, pedig korábban a CDTV sikerét is ez hiúsította meg. A CD32 abban az időben született, amikor olyan új, erőforrás-igényes játékstílusok kezdtek divatossá válni, mint például az FPS. Habár a konzol képes lett volna ezen stílusok némelyikének kezelésére, a szoftverfejlesztők kifizetődőbbnek látták az ún. "shovelware" fejlesztéseket. Ez azt jelentette, hogy régebbi játékokat elláttak intro animációval, CD minőségű zenével, rosszabb esetben egyszerűen a floppy verziót tették fel CD-re változtatások nélkül. Ugyan megjelent néhány eredeti, CD32-re fejlesztett játék, melyeknek a fogadtatása is jó volt, viszont a konzol általános szoftverkínálata nagyrészt olyan címekből állt, amelyek kora adott esetben az 5 évet is meghaladta, és amelyekkel a játékgép célközönsége már rendelkezett. Általános vélemény, hogy a CD32 piaci sikertelenségének elsődleges oka ez a típusú játékkiadási koncepció volt.
Mindezek ellenére a konzolnak nagy számú rajongótábora alakult ki, köszönhetően a többi Amiga számítógépre megjelent játékok sikerének, valamint az olyan figyelemre méltó címeknek, mint például Microcosm, Liberation: Captive II, Beneath A Steel Sky és Super Stardust. Ezzel a platform megmenekült attól, hogy a teljes feledés homályába merüljön.
A CD32 képes a legtöbb Amiga CDTV multimédiás eszközre fejlesztett szoftver futtatására, néhány olyan korai CDTV cím kivételével, amelynek futtatása a processzor sebesség és/vagy Kickstart verzió különbözősége miatt nem lehetséges. A CD32-re kiadott játékok nagy része valamelyik korábbi, más Amiga számítógép típusra megjelent játék átirata. Ezek a játékok rendszerint ki tudják használni a CD32-höz csatlakoztatott egeret és billentyűzetet.

## A CD32 további felhasználásai
1993-ban, 109 darab CD32-t állítottak ki a London Transport Museumban egy interaktív kiállítás bemutatása céljából. A konzolokon különféle információk, animációk, képek, hangok és szövegek voltak megtekinthetők több nyelven, valamint egy londoni metró szimulátor is futott rajtuk.
1995-ben egy olasz cég, a CD Express egy játéktermi gépet készített "CUBO CD32" néven, melynek alapjául a CD32 konzol szolgált .
A gépen belül egy gyári CD32 volt bekötve egy külső nyomtatott áramkör segítségével, amely lényegében egy átalakítóként szolgált, átirányítva az összes inputot és outputot egyetlen szabványos JAMMA csatlakozóra. Ilyen módon a konzolt be lehetett szerelni egy árkádgép házába. A szoftvert a gép CD-ROM-ról olvasta be. Kilenc játék ismert erre a platformra, mindegyiket a CD Express készítette.
Az 1990-es évek közepétől végéig néhány kanadai közlekedési hivatal CD32-ket használt interaktív multimédiás tesztek futtatására, járművezetők vizsgáztatása céljából.

## Fordítás
- Ez a szócikk részben vagy egészben  az   Amiga CD32 című angol Wikipédia-szócikk fordításán alapul.  Az eredeti cikk szerkesztőit annak laptörténete sorolja fel. Ez a jelzés csupán a megfogalmazás eredetét és a szerzői jogokat jelzi, nem szolgál a cikkben szereplő információk forrásmegjelöléseként.